# الکساندر چاوچاوادزه
الکساندر چاوچاوادزه (انگلیسی: Alexander Chavchavadze؛ ۱۷۸۶ – ۶ نوامبر ۱۸۴۶) فرد نظامی اهل گرجستان بود.
وی همچنین برندهٔ جوایزی همچون لژیون دونور شده‌است.
الکساندر گریبایدوف، سفیر صاحب‌اختیار روسیه تزاری در ایران، در اواخر سال ۱۸۲۵ (۱۲۴۱ه‍.ق)، مجدداً در معیت ژنرال یرملوف، به قفقاز رفت و در این هنگام (۱۸۲۰م) با نینا چاوچاوادزه دختر الکساندر چاوچاوادزه ازدواج کرد.